# Ренсбург, Фред ван
Фред ван Ре́нсбург (африк. Fred van Rensburg) — южноафриканский бывший профессиональный игрок в снукер. С 1950 по 1965 был чемпионом ЮАР среди профессионалов. В 1965 году на чемпионате мира, который проводился в его родной стране, Фред вышел в финал, но проиграл Джону Пульману, 12:39. После этого он ни разу не выходил в финал крупных турниров и не играл в профессиональных соревнованиях после 1973 года, из-за чего и не числился в мировом рейтинге снукеристов.

## Достижения в карьере
- Чемпионат мира финалист — 1965
- Чемпионат ЮАР среди профессионалов победитель — 1950-1965